# Walkerton (Ontario)
Walkerton is een gemeenschap in de Canadese provincie Ontario, gelegen binnen en bestuurd door de gemeente Brockton. Het is de vestigingsplaats van de gemeentelijke kantoren van Brockton en de hoofdplaats van Bruce County. Het is gelegen aan de Saugeen River en ligt 75 km ten zuidwesten van Owen Sound.
De stad werd opgericht in 1871 en is vernoemd naar Joseph Walker, die zich in 1850 in dit gebied vestigde.
Walkerton heeft een stedenband met haar Amerikaanse naamgenoot Walkerton (Indiana).

## Geboren
- William Bertram (1880-1933), acteur en filmregisseur

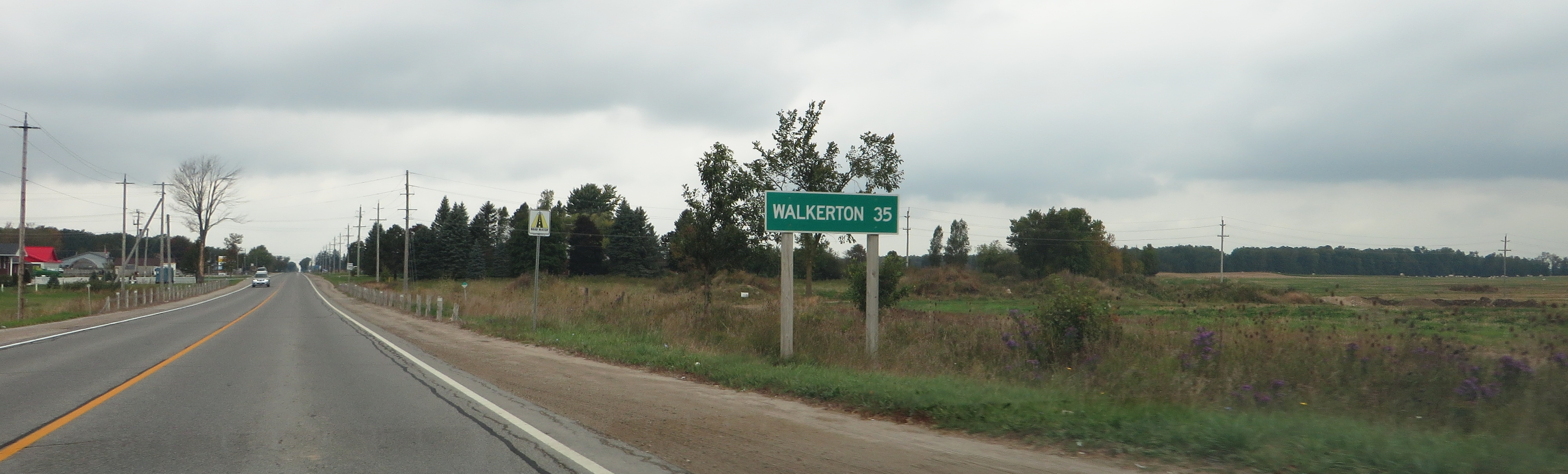
Snelweg naar Walkerton